# شفارتسهايده
شوارتسهايده (بالألمانية: Schwarzheide) هي بلدة ألمانية تقع في ألمانيا في براندنبورغ. يقدر عدد سكانها بـ 6,510 نسمة .

## المدن التوأمة
مدن Krosno Odrzańskie، Karcag و بيانو دي سورينتو هي مدن توأمة لـشوارتسهايده.